# Eois versata
Eois versata là một loài bướm đêm trong họ Geometridae.